# Айвазян, Витя Ворошевич
Витя Ворошевич Айвазян (арм. Վիտյա Վորոշի Այվազյան, 31 декабря 1955 года, Спандарян — 29 августа 1990 года, Ереван) — участник Первой карабахской войны, Национальный герой Армении (1996, посмертно).

## Биография и деятельность
Витя Айвазян родился 31 декабря 1955 года в селе Спандарян (Артикский район).
- 1962 год — поступил в ереванскую среднюю школу номер 71 имени Нелсона Степаняна.
- 1970 год — продолжил учёбу в физико-математической школе Ереванского государственного университета (с восьмого класса),
- 1977 год — окончил отделение механики механико-математического факультета Ереванского государственного университета.
- 1977 год — поступил на работу в центральное представительство «Айшинбанка».
- 1979—1981 годы — служил в Белоруссии. Службу завершил в звании старшего лейтенанта.
- В конце 1988 года — поступает на работу в производственное объединение «Лазурь».
- 7 (12) января 1989 года — вместе с членами комитета «Карабах» и другими активистами был арестован и пробыл под арестом один месяц.
- 1989 год — стал делегатом первого съезда Армянского общенационального движения и был избран членом правления Армянского общенационального движения. В качестве члена правления АОД он принимал участие в организации отрядов самообороны, которые действовали в Нагорном Карабахе и приграничных районах Армении.
- 1990 год — избран депутатом Верховного Совета Армении.
- 29 августа 1990 года — убит вместе с Гехазником Микаеляном в Ереване.
- 20 сентября 1996 года — указом президента Армении за выдающиеся заслуги перед родиной Витя Айвазян был посмертно удостоен высшего звания «Национальный Герой Армении».

## Семья
- Отец — Ворош Григорович Айвазян (г.р. 1933) работал строителем-экономистом.
- Мать — Кима Аваковна Айвазян (г.р. 1930) педагог по образованию. Работала завучем, директором школы и техникума.
- Брат — Ваан, сестра — Тируи[1]
- Вдова — Карине Василян.
- Сын — Айк (г.р. 1984).
- Дочь — Асмик (г.р. 1985).